# (36461) 2000 QC9
2000 QC9 (asteroide 36461) é um asteroide da cintura principal. Possui uma excentricidade de 0.26034250 e uma inclinação de 3.71136º.
Este asteroide foi descoberto no dia 25 de agosto de 2000 por Crni Vrh em Crni Vrh.